# Timo Furuholm
Timo Furuholm (Pori, Finlandia; 11 de octubre de 1987) es un futbolista finlandés. Su posición es la de mediocampista y su club es el FC Inter Turku de la Veikkausliiga de Finlandia.

## Estadísticas

### Clubes
Actualizado al último partido jugado el 11 de septiembre de 2021.
| F. C. Jazz · Finlandia | 1.ª                 | 2003                | 4   | 0   | -  | -  | - | - | 4   | 0   | 0,00 |
| F. C. Jazz · Finlandia | Total               | Total               | 4   | 0   | 0  | 0  | 0 | 0 | 4   | 0   | 0,00 |
| FC Inter Turku · Finlandia | 1.ª                 | 2005                | 5   | 1   | -  | -  | - | - | 5   | 1   | 0,20 |
| FC Inter Turku · Finlandia | 1.ª                 | 2006                | 7   | 0   | -  | -  | - | - | 7   | 0   | 0,00 |
| FC Inter Turku · Finlandia | 1.ª                 | 2007                | 14  | 2   | -  | -  | - | - | 14  | 2   | 0,14 |
| FC Inter Turku · Finlandia | 1.ª                 | 2008                | 9   | 4   | -  | -  | - | - | 9   | 4   | 0,44 |
| FC Inter Turku · Finlandia | 1.ª                 | 2009                | 23  | 11  | -  | -  | 2 | 0 | 25  | 11  | 0,44 |
| FC Inter Turku · Finlandia | 1.ª                 | 2010                | 4   | 0   | 5  | 3  | 1 | 0 | 10  | 1   | 0,10 |
| FC Inter Turku · Finlandia | 1.ª                 | 2011                | 33  | 22  | 3  | 1  | - | - | 36  | 23  | 0,64 |
| FC Inter Turku · Finlandia | 1.ª                 | 2017                | 31  | 9   | 7  | 5  | - | - | 38  | 14  | 0,37 |
| FC Inter Turku · Finlandia | 1.ª                 | 2018                | 29  | 9   | 7  | 3  | - | - | 36  | 12  | 0,33 |
| FC Inter Turku · Finlandia | 1.ª                 | 2019                | 25  | 10  | 4  | 2  | 2 | 1 | 31  | 13  | 0,42 |
| FC Inter Turku · Finlandia | 1.ª                 | 2020                | 21  | 10  | 7  | 3  | 1 | 0 | 29  | 13  | 0,45 |
| FC Inter Turku · Finlandia | 1.ª                 | 2021                | 19  | 6   | 5  | 2  | 2 | 0 | 26  | 8   | 0,29 |
| FC Inter Turku · Finlandia | Total               | Total               | 220 | 84  | 38 | 17 | 8 | 1 | 266 | 102 | 0,38 |
| Fortuna Düsseldorf · Alemania | 2.ª                 | 2011-12             | 9   | 0   | -  | -  | - | - | 9   | 0   | 0,00 |
| Fortuna Düsseldorf · Alemania | Total               | Total               | 9   | 0   | 0  | 0  | 0 | 0 | 9   | 0   | 0,00 |
| Hallescher FC · Alemania | 3.ª                 | 2012-13             | 16  | 8   | -  | -  | - | - | 16  | 8   | 0,50 |
| Hallescher FC · Alemania | 3.ª                 | 2013-14             | 32  | 12  | -  | -  | - | - | 32  | 12  | 0,38 |
| Hallescher FC · Alemania | 3.ª                 | 2014-15             | 35  | 12  | 2  | 1  | - | - | 37  | 13  | 0,35 |
| Hallescher FC · Alemania | 3.ª                 | 2015-16             | 18  | 3   | 3  | 3  | - | - | 21  | 6   | 0,29 |
| Hallescher FC · Alemania | 3.ª                 | 2016-17             | 2   | 0   | -  | -  | - | - | 2   | 0   | 0,00 |
| Hallescher FC · Alemania | Total               | Total               | 103 | 35  | 5  | 4  | 0 | 0 | 108 | 39  | 0,36 |
| Total en su carrera | Total en su carrera | Total en su carrera | 336 | 119 | 43 | 21 | 8 | 1 | 387 | 141 | 0,36 |
| (1) Incluye datos de Copa de la Liga de Finlandia, Copa de Finlandia, Copa de Alemania. (2) Incluye datos de Liga Europa de la UEFA y Liga de Campeones de la UEFA. (3) No incluye goles en partidos amistosos. |                     |                     |     |     |    |    |   |   |     |     |      |

## Palmarés

### Títulos nacionales
| Título            | Club           | País      | Año  |
| ----------------- | -------------- | --------- | ---- |
| Veikkausliiga     | FC Inter Turku | Finlandia | 2008 |
| Copa de Finlandia | FC Inter Turku | Finlandia | 2009 |
| Copa de Finlandia | FC Inter Turku | Finlandia | 2018 |